# Jacqueline de Proyart
Jacqueline de Proyart de Baillescourt, getauft als Jacqueline Aymé de La Chevrelière, (* 30. Mai 1927 in Paris; † 30. Januar 2019 ebenda) war eine französische Slawistin.

## Leben
Jacqueline de Proyart de Baillescourt war die Tochter von Marie-Magdeleine Lannes de Montebello (* 1906) und Jacques de La Chevrelière (1893–1953). Im Juni 1951 schloss sie ein Studium der Slawistik am Radcliffe College ab. 1955 heiratete sie Daniel de Proyart de Baillescourt (* 7. Februar 1925).

### Beitrag zur Veröffentlichung vonDoktor Schiwago
Im Frühjahr 1954, ein Jahr nach dem Tod von Josef Stalin, hatte Pasternak als Auftakt für den Roman Doktor Schiwago einige Gedichte in der Literaturzeitschrift Snamja vorgestellt. Das Manuskript des Doktor Schiwago stelle er 1955 fertig und sandte es an den Gossinoisdat (Staatsverlag für Literatur) sowie die Snamja. Im April 1956 erkannte Pasternak, dass er die Wirkung des XX. Parteitag der KPdSU überschätzt hatte und sein Roman in keinem sowjetischen Verlag erscheinen würde.
Sergio D’Angelo leitete 1955 eine Buchhandlung der PCI, als er von Radio Moskau als Redakteur für dessen italienisches Programm engagiert und von Giangiacomo Feltrinelli als Literatenscout beauftragt wurde. Am 20. Mai 1956 erhielt D’Angelo von Boris Pasternak ein russisches Manuskript von Doktor Schiwago, das er Ende Mai 1956 in einem Hotel in der Kurfürstenstraße in Berlin dem Verleger Giangiacomo Feltrinelli aushändigte. Dieser beauftragte den Slawisten Pietro Antonio Zveteremich mit der Übersetzung ins Italienische. Feltrinellis Ziel war, eine italienische Version innerhalb eines Monats nach dem Erscheinen in der Sowjetunion zu veröffentlichen, um sich so die Rechte innerhalb der Staaten zu sichern, die im Gegensatz zur Sowjetunion die Berner Übereinkunft ratifiziert hatten.

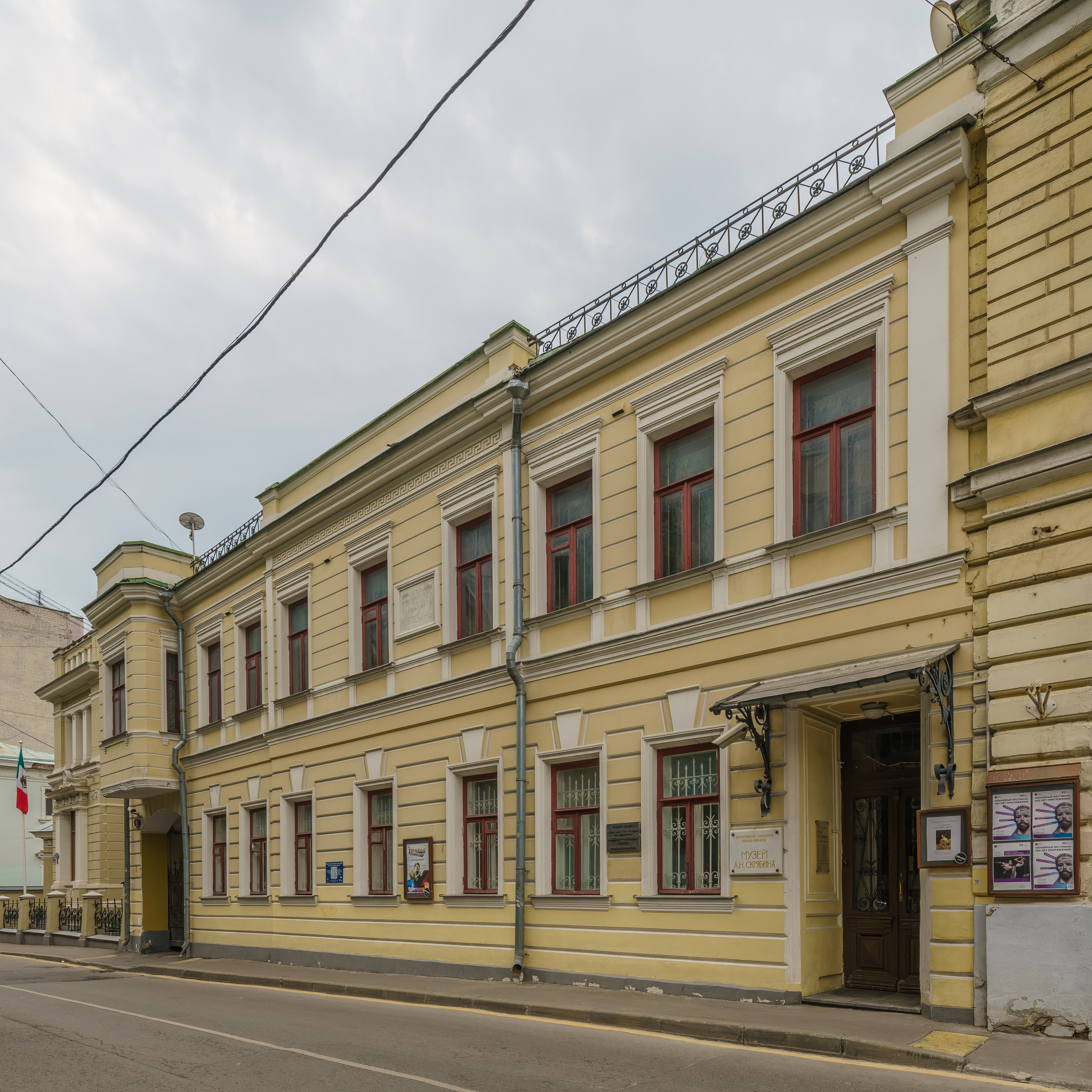
Auf dem Tisch in der Küche des Skriabin-Museums in Moskau fand Jacqueline de Proyart das Manuskript von Doktor Schiwago eingebunden in blaues Moleskin.

Proyart war Austauschstudentin in Moskau und errang im Januar 1957 das Vertrauen von Boris Pasternak. Sie hatte einen guten Kontakt zur französischen Botschaft in Moskau, wo ihr François de Liencourt, Jean-Marie Soutou und Isabelle Esmein beim Versand des Romans halfen.
In einem Schreiben vom 12. Januar 1958 an Feltrinelli erklärt Pasternak

„die Hoffnung, das Buch, genau so, wie es geschrieben worden ist, in der Originalsprache veröffentlicht zu sehen. Diese delikate Angelegenheit kann – ebenso wie all die Phantasmagorien um den Doktor Schiwago – für mich schwerwiegende Folgen haben, und deshalb möchte ich sie den geschickten Händen von Madame Jacqueline de Proyart, mit der ich eng befreundet bin, anvertrauen.“

Pasternaks Brief wurde von Hélène Peltier aus der Sowjetunion nach Frankreich gebracht, aber Feltrinelli nicht ausgehändigt.

## Werke
- La représentation de la mort dans l’oeuvre littéraire de Tolstoj, 1956
- Le rayonnement actuel de Tolstoï en France, 1960
- Pobedonoscev et Dostoevskij. Une amitié littéraire, 1961
- Pasternak, 1964[8]
- Le Diable de Gogol est-il romantique?, 1973
- La nature et l’actualité de l’oeuvre de Pasternak. Réflexions sur la structure du cycle Kogda razguljaetsja, 1979
- Études sur la litterature russe du moyen-age a nos jours et sur l’histoire de la Russie sous le règne d’Alexandre III. De Gogol à Soljenitsyne (Aufsatzsammlung 1956–1985), 1985
- La Bible slave, 1989
- Anton Tchékhov et l'évolution de l'esthétique théâtrale française pendant la première moitié du XXème siècle, in: Anton P. Čechov: Werk und Wirkung, 1990, S. 1053–1079
- Avvakum et la Bible, in: Revue des études slaves, 70. Jg. 1998, Heft 1, S. 125–139[9]